# Battle (zespół muzyczny)
Battle (kor. 배틀 Baeteul) – południowokoreański boysband, który zadebiutował 17 grudnia 2006 roku, wydając singel „Crash (Crazy in love)”. Członkowie zostali wybrani poprzez reality show „Koks Let's Play! Battle Shinhwa !”

## Dyskografia

### Single
| Singiel # | Data wydania                                                 | Lista piosenek |
| --------- | ------------------------------------------------------------ | --- |
| 1         | Crash (Crazy in Love - Data Wydania: 2006 - Język: koreański | 1. Crash (Crazy in Love) 2. Icarus 3. Flying Up 4. Icarus Instrumental                                                                                 |
| 2         | Tell Me - Data Wydania: 2007 - Język: koreański              | 1. 말해! (Malhae! – Tell Me!) 2. Hey Yo 3. 고장난 가슴 (Gojangnan Gaseum – Broken Heart) 4. 고장난 가슴 (Gojangnan Gaseum – Broken Heart) Instrumental |
| 3         | Step By Step - Data Wydania: 2008 - Język: koreański         | 1. Big Change (feat. Deegie) 2. Step By Step 3. Luv U                                                                                                  |